# Списак кинеских песника
Следи списак кинеских песника који су писали поезију на кинеском језику.
|  |  |  |  |  |  |  |  |  |  |  |  |  |  |  |  |  |  |  |  |  |  |  |  |  |  |  |  |  |  |

## Б
- Банг Ћен (766?-830?)

## B
- Ванг Џихуан (688-742)
- Ванг Џунг (1745-1794)
- Ванг Анши (1021-1086)
- Ванг Веј (701-761 или 689-759)
- Ванг Хан
- Ванг Чанлинг (690?-757?)
- Ванг Шиџен (1634-1711)
- Веј Јингву (737-792?)
- Веј Џуанг (836-910)
- Вен Тјеншјанг (1236-1282)
- Вен Тингјин (812?-870?)

## Г
- Гу Куанг (725-814)
- Гуан Ханћинг

## Ж
- Жуан Јуен (1764-1849)

## Ј
- Јен Јин
- Јен Шу (991-1055)
- Ји Ћи (1272-1348)
- Ју Јоу (1125-1210)
- Јуе Феј (1103-1142)
- Јуен Џен (779-831)
- Јуен Меј (1716-1798)

## К
- Кунг Циџен (1792-1841)

## Л
- Ли Ји (748-827)
- Ли Ји (937-978)
- Ли Ћи (690?-751?)
- Ли Ћингџао (1084-1151?)
- Ли Менгјанг (1473-1530)
- Ли Бај (701-762)
- Ли Пин (818?-876)
- Ли Туан
- Ли Х (790-816)
- Ли Шангјин (813-858)
- Љу Јиши (772-842)
- Љу Јунг (1004-1054)
- Љу Фангпинг
- Љу Цунгјуен (773-819)
- Љу Чангћинг (709-786?)
- Љу Чунгјунг
- Лу Лун (748?-768?)

## М
- Ма Џијуен (1260?-1334?)
- Менг Ћао (751-814)
- Менг Хаожан (689-740)

## Н
- Налан Шингте (1655-1685)

## О
- Оујанг Шју (1007-1072)

## П
- Пај Ћији (772-846)
- Пај Пу (1226-1306)

## С
- Су Ш (1037-1101)

## Т
- Тао Јуенминг (365-427)
- Ти Јуен (340-278. године п. н. е.)
- Ту Ћуњанг
- Ту Му (803-852)
- Ту Фу (712-770)

## Ћ
- Ћа Тао (779-843)
- Ћанг Чунлин (1818-1868)
- Ће Хун
- Ћин Чангши
- Ћу Веј

## Ф
- Фан Ченгта (1126-1193)
- Фан Чунгјен (989-1052)
- Фенг Вејминг (1511-1580)

## Х
- Х Џиџанг (659-744)
- Хан Ји (768-824)
- Хуанг Тингћен (1045-1105)

## Ц
- Ц Је
- Цао Цао (155-220)
- Цвеј Хао (?-754)
- Цу Јунг (699?-746?)

## Ч
- Чен Ћенћи (656?-714?)
- Чен Вејсунг (1625-1682)
- Ченг Шје (1693-1765)

## Џ
- Џанг Јангхао (1269-1329)
- Џанг Ћи
- Џанг Ћулинг (678-740)
- Џанг Џихе (730-810)
- Џанг Ми
- Џанг Ши
- Џао Менгфу (1254-1322)
- Џу Ћингћи

## Ш
- Шин Ћићи (1140-1207)
- Шја Ванчун (1631-1647)
- Шје Лунтао (1531-1600)

|  |  |  |  |  |  |  |  |  |  |  |  |  |  |  |  |  |  |  |  |  |  |  |  |  |  |  |  |  |  |